# Stratencircuit São Paulo
Het stratencircuit van São Paulo (of Circuito do Anhembi) is een stratencircuit gelegen in Anhembi nabij de Braziliaanse stad São Paulo. Het circuit heeft een lengte van 4,180 km en telt elf bochten, een van ongeveer 180°, de andere tien zijn allemaal min of meer bochten van 90°. Het circuit wordt voor de eerste keer gebruikt op 12-14 maart 2010 tijdens de São Paulo Indy 300, de eerste race uit de IndyCar Series van 2010. Het tijdelijk circuit heeft een vaste tribune van 30.000 toeschouwers dankzij het gedeeltelijk door een stadion loopt waar elk jaar carnaval wordt gevierd.
De "São Paulo Indy 300" van 2010 is de eerste IndyCar Series wedstrijd die in Brazilië wordt gehouden sinds de oprichting van het kampioenschap in 1996. In 2000 werd in Brazilië de laatste Champ Car-race gereden, op het circuit van Jacarepagua.
Vanaf 2023 organiseert het circuit de ePrix van São Paulo, een ronde uit het Formule E-kampioenschap. In deze klasse wordt op een alternatieve layout van het circuit gereden.

## Winnaars
Winnaars uit een race van de IndyCar Series.
| Jaar | Rijder            | Team               |
| ---- | ----------------- | ------------------ |
| 2010 | Will Power        | Penske Racing      |
| 2011 | Will Power        | Penske Racing      |
| 2012 | Will Power        | Penske Racing      |
| 2013 | James Hinchcliffe | Andretti Autosport |